# Liste der Weltmeister im Grasskilauf
Die Liste der Weltmeister im Grasskilauf bietet einen Überblick und eine Statistik aller Sieger und Medaillengewinner bei Weltmeisterschaften im Grasskilauf.

## Weltmeister
Erfolgreichste Grasskiläuferin ist Ingrid Hirschhofer aus Österreich. Von 1979 bis 2011 nahm sie an 16 von 17 Weltmeisterschaften teil, nur 1991 musste sie wegen eines Kreuzbandrisses pausieren. Hirschhofer gewann in einem Zeitraum von 32 Jahren 22 Gold-, 9 Silber- und 12 Bronzemedaillen. An zweiter Stelle liegt die Italienerin Paola Bazzi, die von 1995 bis 2001 9 Gold- und 2 Silbermedaillen gewann. Bei den Herren ist Jan Němec aus Tschechien am erfolgreichsten. Von 1999 bis 2011 gewann er 11 Gold-, 7 Silber- und 2 Bronzemedaillen. Danach folgt der Österreicher Christian Balek, der von 1995 bis 2003 8 Gold-, 2 Silber- und 2 Bronzemedaillen gewann.
Bisher gelang es fünf Sportlern, alle Wettbewerbe bei einer Weltmeisterschaft zu gewinnen. Bei den Damen waren dies 1993 Ingrid Hirschhofer, 1997 und 1999 Paola Bazzi, der dies als bisher einzige zweimal gelang, und 2007 Nadja Vogel. Bei den Herren gewannen 1979 Vincent Riewe (damals noch ohne Super-G) und 1991 Rainer Großmann alle Wettbewerbe.
Die folgenden Tabellen zeigen eine Übersicht aller Weltmeister im Grasskilauf seit der erstmaligen Austragung der Grasski-Weltmeisterschaft im Jahr 1979:

### Herren
| Jahr | Slalom             | Riesenslalom    | Super-G            | (Super-)Kombination |
| ---- | ------------------ | --------------- | ------------------ | ------------------- |
| 1979 | Vincent Riewe      | Vincent Riewe   | –                  | Vincent Riewe       |
| 1981 | Richi Christen     | Erwin Gansner   | –                  | Erwin Gansner       |
| 1983 | Erwin Gansner      | Markus Dejori   | –                  | Erwin Gansner       |
| 1985 | Richi Christen     | Rainer Großmann | –                  | Richi Christen      |
| 1987 | Klaus Spinka       | Erwin Gansner   | Erwin Gansner      | Erwin Gansner       |
| 1989 | Klaus Spinka       | Marcus Peschek  | Oscar Bazzi        | Marcus Peschek      |
| 1991 | Rainer Großmann    | Rainer Großmann | Rainer Großmann    | Rainer Großmann     |
| 1993 | Klaus Spinka       | Rainer Großmann | Rainer Großmann    | Klaus Spinka        |
| 1995 | Richard Höllbacher | Roland Mathys   | Götz Scheffler     | Richard Höllbacher  |
| 1997 | Christian Balek    | Christian Balek | Michal Mačát       | Christian Balek     |
| 1999 | Christian Balek    | Christian Balek | Stefano Sartori    | Christian Balek     |
| 2001 | Jan Němec          | Stefano Sartori | Stefano Sartori    | Jan Němec           |
| 2003 | Stefano Sartori    | Jan Němec       | Christian Balek    | Christian Balek     |
| 2005 | Jan Němec          | Stefano Sartori | Edoardo Frau       | Jan Němec           |
| 2007 | Jan Němec          | Fausto Cerentin | Fausto Cerentin    | Jan Němec           |
| 2009 | Jan Němec          | Jan Němec       | Riccardo Lorenzone | Jan Němec           |
| 2011 | Domenic Senn       | Edoardo Frau    | Jan Němec          | Mirko Hüppi         |
| 2013 | Jan Němec          | Jan Němec       | Martin Stepanek    | Mirko Hüppi         |
| 2015 | Michael Stocker    | Fausto Cerentin | Mattia Arrigoni    | Jan Němec           |
| 2017 | Michael Stocker    | Jan Gardavský   | Jan Gardavský      | Lorenzo Gritti      |
| 2019 | Mirko Hüppi        | Stefan Portmann | Edoardo Frau       | Edoardo Frau        |
| 2021 | Filippo Zamboni    | Martin Bartak   | Jan Němec          | Mirko Hüppi         |
| 2023 | Martin Bartak      | Andrea Iori     | Martin Bartak      | Hannes Angerer      |

### Damen
| Jahr | Slalom             | Riesenslalom          | Super-G            | (Super-)Kombination |
| ---- | ------------------ | --------------------- | ------------------ | ------------------- |
| 1979 | Ingrid Hirschhofer | Brigitte Single       | –                  | Ingrid Hirschhofer  |
| 1981 | Carole Petitjean   | Ingrid Hirschhofer    | –                  | Carole Petitjean    |
| 1983 | Bettina Dongus     | Ingrid Hirschhofer    | –                  | Ingrid Hirschhofer  |
| 1985 | Ingrid Hirschhofer | Claudia Otratowitz    | –                  | Ingrid Hirschhofer  |
| 1987 | Ingrid Hirschhofer | Cinzia Valt           | Cinzia Valt        | Ingrid Hirschhofer  |
| 1989 | Martina Bauknecht  | Katja Krey            | Ingrid Hirschhofer | Martina Bauknecht   |
| 1991 | Katja Krey         | Cristina Mauri        | Katja Krey         | Katja Krey          |
| 1993 | Ingrid Hirschhofer | Ingrid Hirschhofer    | Ingrid Hirschhofer | Ingrid Hirschhofer  |
| 1995 | Ingrid Hirschhofer | Cristina Mauri        | Paola Bazzi        | Ingrid Hirschhofer  |
| 1997 | Paola Bazzi        | Paola Bazzi           | Paola Bazzi        | Paola Bazzi         |
| 1999 | Paola Bazzi        | Paola Bazzi           | Paola Bazzi        | Paola Bazzi         |
| 2001 | Ingrid Hirschhofer | Sylva Lipčíková       | Nicole Portmann    | Ingrid Hirschhofer  |
| 2003 | Ingrid Hirschhofer | Ingrid Hirschhofer    | Zuzana Gardavská   | Veronika Cvašková   |
| 2005 | Nadja Vogel        | Ingrid Hirschhofer    | Ingrid Hirschhofer | Nadja Vogel         |
| 2007 | Nadja Vogel        | Nadja Vogel           | Nadja Vogel        | Nadja Vogel         |
| 2009 | Ilaria Sommavilla  | Anna-Lena Büdenbender | Zuzana Gardavská   | Zuzana Gardavská    |
| 2011 | Shiori Obatake     | Barbara Míková        | Barbara Míková     | Bianca Lenz         |
| 2013 | Lisa Wusits        | Yukiyo Shintani       | Barbara Míková     | Yukiyo Shintani     |
| 2015 | Chisaki Maeda      | Barbara Míková        | Barbara Míková     | Barbara Míková      |
| 2017 | Jacqueline Gerlach | Jacqueline Gerlach    | Adéla Kettnerová   | Chisaki Maeda       |
| 2019 | Chisaki Maeda      | Chisaki Maeda         | Chisaki Maeda      | Chisaki Maeda       |
| 2021 | Chisaki Maeda      | Chisaki Maeda         | Chisaki Maeda      | Chisaki Maeda       |
| 2023 | Chisaki Maeda      | Chisaki Maeda         | Chisaki Maeda      | Lara Teynor         |

## Medaillengewinner
Folgende Tabellen zeigen alle Medaillengewinner bei Grasski-Weltmeisterschaften.

### Herren

#### Slalom
| Jahr | Gold               | Silber             | Bronze                     |
| ---- | ------------------ | ------------------ | -------------------------- |
| 1979 | Vincent Riewe      | Franz Tauchner     | Erwin Gansner              |
| 1981 | Richi Christen     | Erwin Gansner      | Thomas Amesmann            |
| 1983 | Erwin Gansner      | Hannes Hofstädter  | Klaus Spinka               |
| 1985 | Richi Christen     | Erwin Gansner      | Hermann Ellemunt           |
| 1987 | Klaus Spinka       | Uwe Kalliwoda      | Richi Christen             |
| 1989 | Klaus Spinka       | Rainer Großmann    | Marcus Peschek             |
| 1991 | Rainer Großmann    | Klaus Spinka       | Marcus Peschek             |
| 1993 | Klaus Spinka       | Richard Höllbacher | Oscar Bazzi                |
| 1995 | Richard Höllbacher | Juri Donini        | Michal Mačát Roland Mathys |
| 1997 | Christian Balek    | Stefano Sartori    | Richard Höllbacher         |
| 1999 | Christian Balek    | Jan Němec          | Stefano Sartori            |
| 2001 | Jan Němec          | Stefano Sartori    | Richard Höllbacher         |
| 2003 | Stefano Sartori    | Marcus Peschek     | Christian Balek            |
| 2005 | Jan Němec          | Stefano Sartori    | Edoardo Frau               |
| 2007 | Jan Němec          | Fausto Cerentin    | Riccardo Lorenzone         |
| 2009 | Jan Němec          | Michael Stocker    | Riccardo Lorenzone         |
| 2011 | Domenic Senn       | Jakob Rest         | Michael Stocker            |
| 2013 | Jan Němec          | Martin Stepanek    | Edoardo Frau               |

#### Riesenslalom
| Jahr | Gold            | Silber             | Bronze           |
| ---- | --------------- | ------------------ | ---------------- |
| 1979 | Vincent Riewe   | Klaus Spinka       | Erwin Gansner    |
| 1981 | Erwin Gansner   | Vincent Riewe      | Rainer Lux       |
| 1983 | Markus Dejori   | Richi Christen     | Claudio Faccioli |
| 1985 | Rainer Großmann | Erwin Gansner      | Anton Wörndl     |
| 1987 | Erwin Gansner   | Claudio Faccioli   | Marcus Peschek   |
| 1989 | Marcus Peschek  | Werner Fagerer     | Claudio Faccioli |
| 1991 | Rainer Großmann | Kurt Schweinberger | Werner Fagerer   |
| 1993 | Rainer Großmann | Erwin Gansner      | Marcus Peschek   |
| 1995 | Roland Mathys   | Michal Mačát       | Christian Balek  |
| 1997 | Christian Balek | Stefano Sartori    | Fausto Cerentin  |
| 1999 | Christian Balek | Richard Höllbacher | Fausto Cerentin  |
| 2001 | Stefano Sartori | Jan Němec          | Christian Ring   |
| 2003 | Jan Němec       | Marcus Peschek     | Josef Zorzi      |
| 2005 | Stefano Sartori | Jan Němec          | Edoardo Frau     |
| 2007 | Fausto Cerentin | Jan Němec          | Edoardo Frau     |
| 2009 | Jan Němec       | Stefano Sartori    | Edoardo Frau     |
| 2011 | Edoardo Frau    | Jan Němec          | Fausto Cerentin  |
| 2013 | Jan Němec       | Edoardo Frau       | Michael Stocker  |

#### Super-G
| Jahr | Gold               | Silber             | Bronze             |
| ---- | ------------------ | ------------------ | ------------------ |
| 1987 | Erwin Gansner      | Klaus Spinka       | Richi Christen     |
| 1989 | Oscar Bazzi        | Klaus Spinka       | Werner Fagerer     |
| 1991 | Rainer Großmann    | Werner Fagerer     | Ivan Magni         |
| 1993 | Rainer Großmann    | Marcus Peschek     | Juri Donini        |
| 1995 | Götz Scheffler     | Marcus Peschek     | Hans Eckler        |
| 1997 | Michal Mačát       | Christian Balek    | Fausto Cerentin    |
| 1999 | Stefano Sartori    | Christian Balek    | Christian Ring     |
| 2001 | Stefano Sartori    | Michal Mačát       | Christian Ring     |
| 2003 | Christian Balek    | Jan Němec          | Riccardo Lorenzone |
| 2005 | Edoardo Frau       | Riccardo Lorenzone | Jindřich Jež       |
| 2007 | Fausto Cerentin    | Stefano Sartori    | Jan Němec          |
| 2009 | Riccardo Lorenzone | Jan Němec          | Edoardo Frau       |
| 2011 | Jan Němec          | Jan Gardavský      | Mirko Hüppi        |
| 2013 | Martin Stepanek    | Edoardo Frau       | Stefan Portmann    |

#### Kombination
(seit 2007: Super-Kombination)
| Jahr | Gold               | Silber             | Bronze              |
| ---- | ------------------ | ------------------ | ------------------- |
| 1979 | Vincent Riewe      | Erwin Gansner      | Franz Tauchner      |
| 1981 | Erwin Gansner      | Walter Zimmer      | Ferdinand Trinker   |
| 1983 | Erwin Gansner      | Hannes Hofstädter  | Klaus Spinka        |
| 1985 | Richi Christen     | Erwin Gansner      | Markus Dejori       |
| 1987 | Erwin Gansner      | Klaus Spinka       | Richi Christen      |
| 1989 | Marcus Peschek     | Rainer Großmann    | Erwin Christen      |
| 1991 | Rainer Großmann    | Marcus Peschek     | Oscar Bazzi         |
| 1993 | Klaus Spinka       | Götz Scheffler     | Thomas Schretzmayer |
| 1995 | Richard Höllbacher | Roland Mathys      | Michal Mačát        |
| 1997 | Christian Balek    | Fausto Cerentin    | Richard Höllbacher  |
| 1999 | Christian Balek    | Stefano Sartori    | Jan Němec           |
| 2001 | Jan Němec          | Stefano Sartori    | Richard Höllbacher  |
| 2003 | Christian Balek    | Riccardo Lorenzone | Daniel Mrna         |
| 2005 | Jan Němec          | Edoardo Frau       | Michael Stocker     |
| 2007 | Jan Němec          | Fausto Cerentin    | Edoardo Frau        |
| 2009 | Jan Němec          | Riccardo Lorenzone | Edoardo Frau        |
| 2011 | Mirko Hüppi        | Edoardo Frau       | Marc Zickbauer      |
| 2013 | Mirko Hüppi        | Edoardo Frau       | Fausto Cerentin     |

### Damen

#### Slalom
| Jahr | Gold               | Silber                | Bronze                |
| ---- | ------------------ | --------------------- | --------------------- |
| 1979 | Ingrid Hirschhofer | Bettina Dongus        | Bettina Kastl         |
| 1981 | Carole Petitjean   | Bettina Dongus        | Petra Huber           |
| 1983 | Bettina Dongus     | Ingrid Hirschhofer    | Petra Huber           |
| 1985 | Ingrid Hirschhofer | Carole Petitjean      | Gabi Pimper           |
| 1987 | Ingrid Hirschhofer | Gabi Pimper           | Martina Bauknecht     |
| 1989 | Martina Bauknecht  | Carole Petitjean      | Steffi Schmidt        |
| 1991 | Katja Krey         | Cristina Mauri        | Ulrike Kölle          |
| 1993 | Ingrid Hirschhofer | Claudia Däpp          | Michaela Kaiser       |
| 1995 | Ingrid Hirschhofer | Patrizia Mauri        | Sabine Hengelage      |
| 1997 | Paola Bazzi        | Cristina Mauri        | Ingrid Hirschhofer    |
| 1999 | Paola Bazzi        | Bettina Schweighofer  | Ingrid Hirschhofer    |
| 2001 | Ingrid Hirschhofer | Sylva Lipčíková       | Anna-Lena Büdenbender |
| 2003 | Ingrid Hirschhofer | Veronika Cvašková     | Lenka Gábrišová       |
| 2005 | Nadja Vogel        | Anna-Lena Büdenbender | Petra Mlejnková       |
| 2007 | Nadja Vogel        | Yukiyo Shintani       | Ingrid Hirschhofer    |
| 2009 | Ilaria Sommavilla  | Veronika Cvašková     | Bianca Lenz           |
| 2011 | Shiori Obatake     | Zuzana Gardavská      | Ingrid Hirschhofer    |
| 2013 | Lisa Wusits        | Anna-Lena Portmann    | Antonella Manzoni     |

#### Riesenslalom
| Jahr | Gold                  | Silber             | Bronze                |
| ---- | --------------------- | ------------------ | --------------------- |
| 1979 | Brigitte Single       | Susanne Braun      | Giselle Pedimina      |
| 1981 | Ingrid Hirschhofer    | Carole Petitjean   | Gabi Pimper           |
| 1983 | Ingrid Hirschhofer    | Heike Kempter      | Bettina Kastl         |
| 1985 | Claudia Otratowitz    | Karin Hartmann     | Ingrid Hirschhofer    |
| 1987 | Cinzia Valt           | Ingrid Hirschhofer | Katja Krey            |
| 1989 | Katja Krey            | Ingrid Hirschhofer | Martina Bauknecht     |
| 1991 | Cristina Mauri        | Katja Krey         | Sandra Pohl           |
| 1993 | Ingrid Hirschhofer    | Erika Bircher      | Cristina Mauri        |
| 1995 | Cristina Mauri        | Erika Bircher      | Ingrid Hirschhofer    |
| 1997 | Paola Bazzi           | Erika Bircher      | Ingrid Hirschhofer    |
| 1999 | Paola Bazzi           | Ingrid Hirschhofer | Cristina Mauri        |
| 2001 | Sylva Lipčíková       | Paola Bazzi        | Ingrid Hirschhofer    |
| 2003 | Ingrid Hirschhofer    | Veronika Cvašková  | Lenka Gábrišová       |
| 2005 | Ingrid Hirschhofer    | Antonella Manzoni  | Nadja Vogel           |
| 2007 | Nadja Vogel           | Ingrid Hirschhofer | Anna-Lena Büdenbender |
| 2009 | Anna-Lena Büdenbender | Zuzana Gardavská   | Antonella Manzoni     |
| 2011 | Barbara Míková        | Zuzana Gardavská   | Ilaria Sommavilla     |
| 2013 | Yukiyo Shintani       | Anna-Lena Portmann | Ilaria Sommavilla     |

#### Super-G
| Jahr | Gold               | Silber                                         | Bronze               |
| ---- | ------------------ | ---------------------------------------------- | -------------------- |
| 1987 | Cinzia Valt        | Agnes Koch                                     | Sigrid Schweinberger |
| 1989 | Ingrid Hirschhofer | Katja Krey                                     | Cristina Grimalda    |
| 1991 | Katja Krey         | Michaela Kaiser                                | Cristina Mauri       |
| 1993 | Ingrid Hirschhofer | Bettina Schweighofer                           | Michaela Kaiser      |
| 1995 | Paola Bazzi        | Cristina Mauri                                 | Ingrid Hirschhofer   |
| 1997 | Paola Bazzi        | Erika Bircher                                  | Sylva Lipčíková      |
| 1999 | Paola Bazzi        | Ingrid Hirschhofer                             | Sylva Lipčíková      |
| 2001 | Nicole Portmann    | Paola Bazzi Ingrid Hirschhofer Sylva Lipčíková |                      |
| 2003 | Zuzana Gardavská   | Veronika Cvašková                              | Lenka Gábrišová      |
| 2005 | Ingrid Hirschhofer | Zuzana Gardavská                               | Nadja Vogel          |
| 2007 | Nadja Vogel        | Ingrid Hirschhofer                             | Antonella Manzoni    |
| 2009 | Zuzana Gardavská   | Antonella Manzoni                              | Yukiyo Shintani      |
| 2011 | Barbara Míková     | Yukiyo Shintani                                | Ingrid Hirschhofer   |
| 2013 | Barbara Míková     | Yukiyo Shintani                                | Jacqueline Gerlach   |

#### Kombination
(seit 2007: Super-Kombination)
| Jahr | Gold               | Silber                | Bronze                |
| ---- | ------------------ | --------------------- | --------------------- |
| 1979 | Ingrid Hirschhofer | Bettina Dongus        | Bettina Kastl         |
| 1981 | Carole Petitjean   | Bettina Dongus        | Gabi Eigl             |
| 1983 | Ingrid Hirschhofer | Bettina Dongus        | Petra Huber           |
| 1985 | Ingrid Hirschhofer | Carole Petitjean      | Brigitte Büsser       |
| 1987 | Ingrid Hirschhofer | Martina Bauknecht     | Katja Krey            |
| 1989 | Martina Bauknecht  | Sigrid Schweinberger  | Katja Krey            |
| 1991 | Katja Krey         | Cristina Mauri        | Tanja Storz           |
| 1993 | Ingrid Hirschhofer | Michaela Kaiser       | Claudia Däpp          |
| 1995 | Ingrid Hirschhofer | Sabine Hengelage      | Alessandra Sartori    |
| 1997 | Paola Bazzi        | Cristina Mauri        | Ingrid Hirschhofer    |
| 1999 | Paola Bazzi        | Ingrid Hirschhofer    | Cristina Mauri        |
| 2001 | Ingrid Hirschhofer | Sylva Lipčíková       | Anna-Lena Büdenbender |
| 2003 | Veronika Cvašková  | Lenka Gábrišová       | Anna-Lena Büdenbender |
| 2005 | Nadja Vogel        | Anna-Lena Büdenbender | Zuzana Gardavská      |
| 2007 | Nadja Vogel        | Lenka Gábrišová       | Zuzana Gardavská      |
| 2009 | Zuzana Gardavská   | Anna-Lena Büdenbender | Ingrid Hirschhofer    |
| 2011 | Bianca Lenz        | Daniela Krückel       | Jasmin Huber          |
| 2013 | Yukiyo Shintani    | Lisa Wusits           | Chisaki Maeda         |

## Statistik
Die folgenden Tabellen zeigen alle Grasskiläufer und -läuferinnen, die mindestens einen Weltmeistertitel gewannen, gereiht nach der Anzahl ihrer Gold-, Silber- und Bronzemedaillen.

### Herren
| Platz | Name               | Land        | Von  | Bis  | Gold | Silber | Bronze | Gesamt |
| ----- | ------------------ | ----------- | ---- | ---- | ---- | ------ | ------ | ------ |
| 01    | Jan Němec          | Tschechien  | 1999 | 2011 | 110  | 7      | 2      | 20     |
| 02    | Christian Balek    | Österreich  | 1995 | 2003 | 8    | 2      | 2      | 12     |
| 03    | Erwin Gansner      | Schweiz     | 1979 | 1993 | 7    | 6      | 2      | 15     |
| 04    | Rainer Großmann    | Deutschland | 1985 | 1993 | 7    | 2      | 0      | 09     |
| 05    | Stefano Sartori    | Italien     | 1997 | 2009 | 5    | 8      | 1      | 14     |
| 06    | Klaus Spinka       | Österreich  | 1979 | 1993 | 4    | 5      | 2      | 11     |
| 07    | Richi Christen     | Schweiz     | 1981 | 1987 | 3    | 1      | 3      | 07     |
| 08    | Vincent Riewe      | Deutschland | 1979 | 1981 | 3    | 1      | 0      | 04     |
| 09    | Marcus Peschek     | Österreich  | 1987 | 2003 | 2    | 5      | 4      | 11     |
| 10    | Fausto Cerentin    | Italien     | 1997 | 2011 | 2    | 3      | 4      | 09     |
| 11    | Edoardo Frau       | Italien     | 2005 | 2011 | 2    | 2      | 7      | 11     |
| 12    | Richard Höllbacher | Österreich  | 1993 | 2001 | 2    | 2      | 4      | 08     |
| 13    | Riccardo Lorenzone | Italien     | 2003 | 2009 | 1    | 3      | 3      | 07     |
| 14    | Michal Mačát       | Tschechien  | 1995 | 2001 | 1    | 2      | 3      | 06     |
| 15    | Roland Mathys      | Schweiz     | 1995 | 1995 | 1    | 1      | 1      | 03     |
| 16    | Götz Scheffler     | Deutschland | 1993 | 1995 | 1    | 1      | 0      | 02     |
| 17    | Oscar Bazzi        | Italien     | 1989 | 1993 | 1    | 0      | 2      | 03     |
| 18    | Markus Dejori      | Italien     | 1983 | 1985 | 1    | 0      | 1      | 02     |
| 18    | Mirko Hüppi        | Schweiz     | 2011 | 2011 | 1    | 0      | 1      | 02     |
| 20    | Domenic Senn       | Schweiz     | 2011 | 2011 | 1    | 0      | 0      | 01     |

### Damen
| Platz | Name                  | Land        | Von  | Bis  | Gold | Silber | Bronze | Gesamt |
| ----- | --------------------- | ----------- | ---- | ---- | ---- | ------ | ------ | ------ |
| 01    | Ingrid Hirschhofer    | Österreich  | 1979 | 2011 | 220  | 9      | 120    | 43     |
| 02    | Paola Bazzi           | Italien     | 1995 | 2001 | 9    | 2      | 0      | 11     |
| 03    | Nadja Vogel           | Schweiz     | 2005 | 2007 | 6    | 0      | 2      | 08     |
| 04    | Katja Krey            | Deutschland | 1987 | 1991 | 4    | 2      | 3      | 09     |
| 05    | Zuzana Gardavská      | Tschechien  | 2003 | 2011 | 3    | 4      | 2      | 09     |
| 06    | Cristina Mauri        | Italien     | 1991 | 1999 | 2    | 6      | 4      | 12     |
| 07    | Carole Petitjean      | Frankreich  | 1981 | 1989 | 2    | 4      | 0      | 06     |
| 08    | Martina Bauknecht     | Deutschland | 1987 | 1989 | 2    | 1      | 2      | 05     |
| 09    | Cinzia Valt           | Italien     | 1987 | 1987 | 2    | 0      | 0      | 02     |
| 09    | Barbara Míková        | Slowakei    | 2011 | 2011 | 2    | 0      | 0      | 02     |
| 11    | Bettina Dongus        | Deutschland | 1979 | 1983 | 1    | 5      | 0      | 06     |
| 12    | Veronika Cvašková     | Slowakei    | 2003 | 2009 | 1    | 4      | 0      | 05     |
| 13    | Anna-Lena Büdenbender | Deutschland | 2001 | 2009 | 1    | 3      | 4      | 08     |
| 14    | Sylva Lipčíková       | Tschechien  | 1997 | 2001 | 1    | 2      | 2      | 05     |
| 15    | Bianca Lenz           | Schweiz     | 2009 | 2011 | 1    | 0      | 1      | 02     |
| 15    | Ilaria Sommavilla     | Italien     | 2009 | 2011 | 1    | 0      | 1      | 02     |
| 17    | Brigitte Single       | Deutschland | 1979 | 1979 | 1    | 0      | 0      | 01     |
| 17    | Claudia Otratowitz    | Österreich  | 1985 | 1985 | 1    | 0      | 0      | 01     |
| 17    | Nicole Portmann       | Schweiz     | 2001 | 2001 | 1    | 0      | 0      | 01     |
| 17    | Shiori Obatake        | Japan       | 2011 | 2011 | 1    | 0      | 0      | 01     |

### Ewiger Medaillenspiegel
Die bislang erfolgreichste Nation bei Grasski-Weltmeisterschaften ist Österreich mit insgesamt 122 Medaillen (39× Gold, 39× Silber und 44× Bronze), wobei über ein Drittel der gesamten Medaillen und mehr als die Hälfte der Goldmedaillen von Ingrid Hirschhofer gewonnen wurden.
| Platz | Land        | Gold | Silber | Bronze | Gesamt |
| ----- | ----------- | ---- | ------ | ------ | ------ |
| 1     | Österreich  | 39   | 39     | 44     | 122    |
| 2     | Italien     | 26   | 28     | 32     | 086    |
| 3     | Schweiz     | 21   | 13     | 14     | 048    |
| 4     | Deutschland | 20   | 20     | 23     | 063    |
| 5     | Tschechien  | 16   | 17     | 11     | 044    |
| 6     | Slowakei    | 03   | 06     | 03     | 012    |
| 7     | Frankreich  | 02   | 04     | 0      | 006    |
| 8     | Japan       | 01   | 02     | 01     | 004    |
| 9     | Ungarn      | 0    | 01     | 0      | 001    |

## Belege und Weblinks
- Übersichten aller Medaillengewinner 1979–2009 von sports123.com (Memento vom 7. Oktober 2011 im Internet Archive)
- Ergebnisse ab 2005 auf der FIS-Website